# 上更通
上更通（かみさらとおり）は、愛知県名古屋市西区の地名。

## 歴史

### 沿革
- 1934年（昭和9年）1月15日 - 西区栄生町の一部より、同区上更通として成立する[2]。
- 1941年（昭和16年）10月14日 - 縁場町・南押切の一部をそれぞれ編入する[2]。また、一部が縁場町に編入される[2]。
- 1987年（昭和62年）10月12日 - 一部が枇杷島一丁目に編入される[3]。